# Tobias Regnéll
Martin Krister Tobias Regnéll, född 24 juli 1967 i Lund, är en svensk journalist och publicist. 
Tobias Regnéll grundade tillsammans med Mattias Göransson Offside 1999. För sitt arbete med Offside tilldelades han Stora journalistpriset 2002. År 2008 följde grundandet av systertidningen Filter där Regnéll är redaktör vid sidan av arbetet som chefredaktör för Offside.
Han är son till bankdirektören och riksdagsmannen Carl Göran Regnéll och hans hustru bibliotekarien Gundborg Regnéll, född Leijonhufvud.